# Saint-Germain-des-Bois (Cher)
Saint-Germain-des-Bois – miejscowość i gmina we Francji, w Regionie Centralnym, w departamencie Cher.
Według danych na rok 1990 gminę zamieszkiwały 594 osoby, a gęstość zaludnienia wynosiła 20 osób/km² (wśród 1842 gmin Regionu Centralnego Saint-Germain-des-Bois plasuje się na 609. miejscu pod względem liczby ludności, natomiast pod względem powierzchni na miejscu 345.).